# 美国太空政策
美国太空政策是美国总统乔治·沃克·布什于2006年8月31日批准的新太空政策.
新太空政策的最大不同是美国反对在外太空禁止武器，并且指出美国有权力禁止敌视美国利益的国家进入外太空。

## 背景
近五十年来，美国的太空政策是，美国让世界的太空探索、利用、发展建立在一个坚实的平民化、商业化和国家安全的基础上。太空活动改变了美国人民和世界人民的生活，加强了安全防卫，保护了生态环境，加速了信息的传递，服务了经济增长，使人们观察世界和宇宙的眼光发生了彻底改变。许多民族、银行、商人，企业家对太空的利用日益增多。
这个世纪，美国奉行的政策是：太空的有效利用者较非有效利用者将会更加繁荣、安全并奠定更有利的局面；对于美国来说，在太空的行动自由和美国海军、空军的自由一样重要；为了提高认知、加强探索、增加利益和加强国家安全，美国必须拥有健全、高效、有力的太空实力。
小布什要求美国国防部长用“太空实力”来加强导弹预警系统以至多层综合防御。1996年的克林顿政策的部分与此有着相似之处。美国太空的总体政策自1978年卡特政府的PD/NSC-37问世以来改变不大。国家安全委员会和美国国防部曾强调政策的连续性，但是这两个政策的目标差异性还是显而易见的。
小布什的首要目标是“加强国家对于太空的领导，确保美国的太空实力足以保障美国未来的国家安全、领土完整，足以应对别国的政策目标”和“美国基于太空的研究不受阻碍”。"
卡特政策在大体框架下粗略地规定了“美国将在维护自卫权利的前提下从事太空活动”，里根的太空政策大体上维持了原意，克林顿的首要目标则是“通过人工或仪器加强对地球、太阳系以至宇宙的探索”并“巩固、加强美国的国防建设”。克林顿的太空政策与卡特和里根的政策相同之处是“美国的太空行动将为国家安全提供帮助”，包括“为美国自身的安全和对盟友承诺的保护提供保障；警告、劝阻敌方攻击，必要时抵御入侵；保证敌对势力无法阻止美国对太空的利用；必要时对敌对势力的太空设备和太空服务采取行动”。
克林顿政策还指出，在既定的步骤“与缔约的责任一致”时，美国将发展并运作“用以保障在太空的行动自由而对太空的控制能力”。布什政策接受了现行的国际准则，陈述道：“对于那些新兴的阻碍美国合理利用太空的法律制度和诸多限制，美国一定会阻止它们。”

## 原則
1. 美国遵守在各国共有及以和平的目的开发和利用外太空，并允许进行美国国防和情报相关行为来维护国家利益；
2. 美国拒绝任何针对外太空、天体或其中一部分的主权要求，并拒绝任何对美国的行动以及从太空中获取数据的行为进行限制；
3. 美国将寻求与其他国家进行合作，和平利用外太空，以扩展太空的利益、加强太空开发，以及保护和促进世界自由；
4. 美国认为太空系统拥有通行权和不受干扰的运行权。在此原则下，美国将针对其太空系统有目的的干扰视为对其权利的侵害；
5. 美国认为太空能力——包括场所和太空区段以及辅助联结——对其国家利益至关重要。在此原则下，美国将保护其权利、能力及太空行为的自由，阻止其它妨害以上权利或有意这么做而发展能力的行为；有必要采取行动保护其太空能力；对干扰行为作出回应；并在必要时反对敌视美国国家利益的空间开发行为；
6. 美国将反对新的合法政权或其它限制以禁止或限制美国进入或利用太空的行为。提出的武器控制协议或约束不能削弱美国以国家利益为目的对太空的研究、开发、测试、运作或其他行为；
7. 美国鼓励并推动正在增长的企业化商用太空区段。为此，美国政府将在实际范围中最大程度地利用商用太空能力，并保障国家安全[1]。

## 太空目標
1. 强化本国在太空的领先地位，并确保太空能力能够促进美国的国家安全、本土安全及外交政策目标；
2. 使美国在太空中的行动不受干扰地进行，以捍卫本国的利益；
3. 实行并维持创新性人类及机械开发项目，目的是扩展人类在太阳系中的存在范围；
4. 增加民用开发、科学探索和环境行为带来的利益；
5. 建立一个有活力和具有全球竞争力的国内商用太空区段，以促进创新、强化美国的领先地位，以及维护国家、本土和经济安全；
6. 建立一个活力充沛的科学技术基础，支持国家安全、本土安全以及民用太空行为；
7. 鼓励与外国和/或团体进行国际合作，进行互利的太空行为，进一步促进对太空的和平开发利用，同时推进国家安全、本土安全及外交政策目标[1]。

## 爭議
一个名为亨利·斯蒂姆森中心的无党派智囊团正在关注太空武器的议题，它认为此政策的变化会加剧国际间对美国可能寻求发展、测试和部署太空武器的猜疑。他说政府拒绝就此议题开展磋商甚至拒绝非正式讨论将使这种担心增强。
一些国家正推动开展禁止太空武器的谈判，而美国正是少数对此持反对态度的国家之一。尽管美国曾在联合国禁止太空武器的提案上投过弃权票，但去年十月其第一次投票反对进行磋商的提案，这是唯一的一张反对票，赞成票则达到了160张。
有人认为美国的太空政策违反了旨在禁止在太空里使用大规模杀伤性武器（WMD）的外太空条约。但是，自最近中国进行了一次未对外宣布的反卫星武器试验后，禁止太空武器的争论变得复杂化。中国支持出台禁令，并在进行未公开的试验前一再宣称其不具有反卫星武器，以及其对太空报着完全和平的意图。